# Lee Young-jin (actriz)
Lee Young-jin, es una modelo y actriz surcoreana.

## Carrera
En julio de 2019 se unió al elenco recurrente de la serie Doctor Detective donde interpretó a Byun Jung Ho, la jefa de enfermeras de enfermería del Centro de enfermedades no diagnosticadas (UDC), hasta el final de la serie el 5 de septiembre del mismo año.
A finales de abril de 2021 se anunció que se uniría al elenco de la serie A Ghost Story.

## Filmografía

### Series de televisión
| Año     | Título                                | Personaje      | Notas                    |
| ------- | ------------------------------------- | -------------- | ------------------------ |
| 2005    | That Summer's Typhoon                 | Azafata        |                          |
| 2006    | Coma                                  | Hong-ah        | 5 episodios              |
| 2008    | Fight                                 | So-hee         |                          |
| 2008    | The Great Seducer                     | Jung Na-yoon   |                          |
| 2018    | Matrimonial Chaos                     | Jang Se-jin    |                          |
| 2019    | Doctor Detective                      | Byun Jung-ho   |                          |
| 2020    | Memorist                              | Seo Hee-soo    | 5 episodios - (invitada) |
| 2020    | Handmade Love                         | "The Absolute" |                          |
| 2021    | Here's My Plan                        | Kim Yu-mi      |                          |
| 2022    | The One and Only                      | Ji Yoon-seo    | ep. #7 - (invitada)      |
| 2023-24 | The Story of Park's Marriage Contract | Cheon Myeong   | [ 6 ]                    |

### Películas
| Año  | Título                                                | Papel                          | Notas |
| ---- | ----------------------------------------------------- | ------------------------------ | ----- |
| 1990 | The Moonlight Over University Town                    |                                |       |
| 1991 | Teenage Coup d'Gras                                   |                                |       |
| 1999 | Memento Mori                                          | Shi-eun                        |       |
| 2000 | 01412 Sect of the Magic Sword                         | Yu-ri                          |       |
| 2000 | Asako in Ruby Shoes                                   |                                |       |
| 2002 | A.F.R.I.K.A.                                          | Jin-a                          |       |
| 2002 | Surprise Party                                        |                                |       |
| 2003 | Into the Mirror                                       | Choi Mi-jeong                  |       |
| 2006 | Smile Again                                           | Jung Hyun-soo                  |       |
| 2006 | Special Crime Investigation: Murder in the Blue House | Ji Hye-yeon                    |       |
| 2007 | Crazy Waiting                                         | Han-na                         |       |
| 2008 | Antique                                               | segunda exnovia de Jin-hyeok   |       |
| 2009 | 4th Period Mystery                                    | Sang-mi                        |       |
| 2009 | Yoga                                                  | Seon-hwa                       |       |
| 2012 | Eighteen, Nineteen                                    | Gi-joo                         |       |
| 2013 | Boomerang Family                                      | Seo Mi-ok                      |       |
| 2013 | Dear Dolphin                                          | Ki-ok                          |       |
| 2013 | Melo                                                  | Administradora de la cafetería |       |
| 2015 | You Call It Passion                                   |                                | cameo |
| 2019 | The First Issue                                       |                                |       |
| 2019 | Juror 8                                               | Fiscal                         |       |
| 2019 | Between The Seasons                                   | Hae Soo                        |       |
| 2022 | Seoul Ghost Story                                     |                                | [ 7 ] |

### Programas de variedades
| Año  | Programa             | Notas                                       |
| ---- | -------------------- | ------------------------------------------- |
| 2015 | King of Mask Singer  | (ep. #33) - concursó como "Candy in My Ear" |
| 2015 | I Can See Your Voice | (ep. #5) - miembro del panel                |